# 皇后酒店 (卑诗省)
48°25′19″N 123°22′05″W / 48.42185°N 123.36797°W

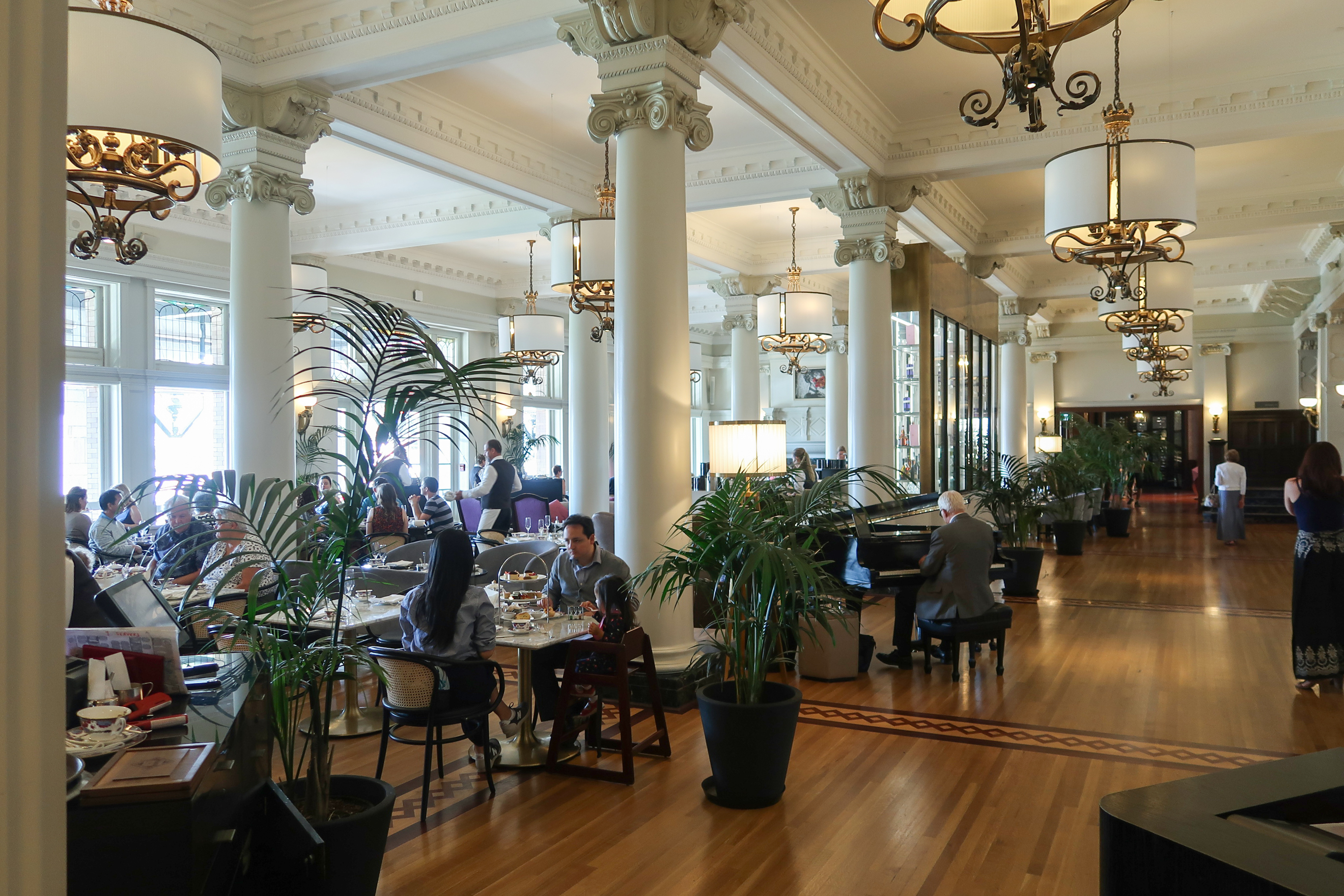
维多利亚下午茶茶室，可俯瞰维多利亚港

皇后酒店 （The Fairmont Empress）是加拿大不列颠哥伦比亚省维多利亚的地标，该市最古老、最著名的酒店之一，位于政府街，面对内港。它已被指定为加拿大国家历史遗产。
皇后酒店拥有477间客房，可以俯瞰内港或酒店的后花园。它有四个餐厅，孟加拉厅，装饰为维多利亚时代印度殖民地风格，又名吉卜林厅，得名于其常客，作家吉卜林。
皇后酒店以其维多利亚式下午茶著称，在夏季提供提供茶以及英国松饼等茶点、蜜饯和皇后冰淇淋。